# 마이크 버비글리아
마이크 버비글리아(Mike Birbiglia, 1978년 6월 20일 ~ )는 미국의 희극인이자 배우이다.

## 출연 작품
- 오토라는 남자 (2022) - 부동산 업자 역
- 대니와 엘리 (2016)
- 돈 띵크 트와이스 (2016)
- 론리아일랜드의 팝스타 (2016)
- 핫 퍼슈트 (2015)
- 디깅 포 파이어 (2015)
- 나를 미치게 하는 여자 (2015)
- 어덜트 비기너스 (2014)
- 애니 (2014)
- 안녕,헤이즐 (2014)
- 슬립워크 위드 미 (2012)
- 유어 시스터스 시스터 (2011)
- 시더 래피드 (2011)
- 스탠리 쿠바 (2007)
- 더 레이트 레이트 쇼 위드 크레이그 퍼거슨 (2005)
- 지미 키멜 라이브! (2003)
- 카슨 데일리 쇼 (2002)
- 코미디 센트럴 프리젠트 (1998)